# Liste der Einträge im National Register of Historic Places im Mitchell County (Texas)
Die Liste der Registered Historic Places im Mitchell County führt alle Bauwerke und historischen Stätten im texanischen Mitchell County auf, die in das National Register of Historic Places aufgenommen wurden.

## Aktuelle Einträge
| Lfd. Nr. | Name im NRHP       | Bild | Datum der Eintragung | Adresse/Lage     | Ort           | NRHP-ID  | Beschreibung |
| -------- | ------------------ | ---- | -------------------- | ---------------- | ------------- | -------- | ------------ |
| 1        | Scott-Majors House |      | 5. Feb. 1979         | 425 Chestnut St. | Colorado City | 79002995 |              |